# Alceo Lipizer
Alceo Lipizer (Fiume, 8 aprile 1921 – Carenno, 4 settembre 1990) è stato un calciatore italiano, di ruolo ala.

## Carriera
Ha disputato 4 campionati di Serie A a girone unico con le maglie di Juventus e Como, totalizzando complessivamente 50 presenze e 15 reti, delle quali 10 nella sola stagione 1949-1950, contribuendo all'ottimo sesto posto finale dei lariani. Con la Juventus ha inoltre disputato, con 4 presenze all'attivo, il transitorio campionato di Divisione Nazionale 1945-1946.
Ha inoltre collezionato 61 presenze e 15 reti in 3 campionati di Serie B nelle file di Fiumana e Como, conquistando, coi lombardi, con 12 reti all'attivo, il successo fra i cadetti nella stagione 1948-1949.

## Palmarès
- Campionato italiano Serie C: 1

Fiumana: 1940-1941 (girone finale B)
- Campionato italiano di Serie B: 1

Como: 1948-1949